# Fingal (del av en befolkad plats)
Fingal är en del av en befolkad plats i Australien. Den ligger i kommunen Mornington Peninsula och delstaten Victoria, omkring 67 kilometer söder om delstatshuvudstaden Melbourne. Antalet invånare är 368.
Närmaste större samhälle är Rosebud, nära Fingal. 
Runt Fingal är det ganska tätbefolkat, med 129 invånare per kvadratkilometer. Genomsnittlig årsnederbörd är 939 millimeter. Den regnigaste månaden är juni, med i genomsnitt 128 mm nederbörd, och den torraste är januari, med 44 mm nederbörd.